# مشكلة في خليج بولينسا وقصص أخرى
مشكلة في خليج بولينسا وقصص أخرى (بالإنجليزية: Problem at Pollensa Bay and Other Stories) هي عبارة عن مجموعة من القصص القصيرة التي كتبتها أجاثا كريستي نُشِرَت لأول مرة في الولايات المتحدة في نوفمبر 1991

## نبذة قصيرة[1]

### زهرة السوسن الصفراء (Yellow Iris)
يحاول بوارو كشف لغز جريمة حدثت قبل سنتين بمساعدة صديقه الكابتن هستنغز، فهل سيوفقان في مسعيهما؟